# Nkongsamba I
Nkongsamba I (ou Nkongsamba 1er) est une commune d'arrondissement de la communauté urbaine de Nkongsamba, département du Moungo dans la région du Littoral au Cameroun. Elle a pour chef-lieu le quartier Eboum 1.

## Géographie
La commune urbaine et rurale s'étend des quartiers urbains de l'ouest de Nkongsamba au Mont Nlonako (1822 m). Elle est limitée au nord par l' arrondissements de Baré-Bakem, au sud par la commune d'Ébonè.
| Nkongsamba II  | Baré-Bakem   |           |
| Nkongsamba III | Nkongsamba I | Nkondjock |
| Ébonè          | Ébonè        |           |

## Histoire
La commune d'arrondissement est créée en 2007 par démembrement de l'ancienne commune de Nkongsamba.

## Administration
Elle est dirigée par un maire depuis 2007.
| Période     | Identité        | Parti | Notes                   |
| ----------- | --------------- | ----- | ----------------------- |
| depuis 2007 | El Hadj Oumarou | RDPC  | Economiste du transport |

## Chefferies traditionnelles
L'arrondissement de Nkongsamba I compte 14 chefferies de 3e degré et une chefferie traditionnelle de 2e degré reconnues par le ministère de l'administration du territoire et de la décentralisation :
- 427 : Canton Baneka, siège à Ekangté Village

## Quartiers et villages
La commune est constituée de 12 quartiers en zone urbaine et de deux villages en zone rurale :

### Nkongsamba Ville
- Eboum 1
- Mbaressoumtou-Carrière
- Eboum-Dja
- Mbaressoumtou-Stade
- Mouandja
- Mbaressoumtou-Mosquée
- Nlonko'o
- Ekel-Ko'o
- Mouambo'o
- Ekel-Mbeng
- Edip
- Eboum-Mbeng

### Villages
- Ngalmoa
- Badjoki

## Population
La population relevée lors du recensement de 2005 atteint 52 434 habitants, le budget communal 2017 affiche 99 000 habitants.

## Enseignement
La commune compte 19 écoles maternelles dont 11 privées et 8 publiques, 34 écoles primaires dont 14 publiques, 12 privées confessionnelles et 8 privées laïques.
L'enseignement secondaire public est assuré par trois établissements dont :
- Lycée de Nlonako
- Lycée technique de Nkongsamba